# Madeleine Brohan
Pour les articles homonymes, voir Brohan.
 (septembre 2020).

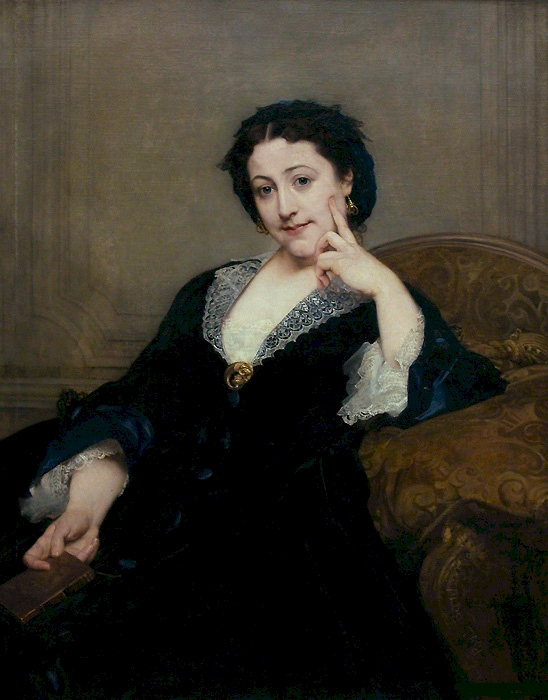
Portrait de Madeleine Brohan, par Paul Baudry.

Madeleine-Émilie Brohan, née à Paris le 21 octobre 1833, et morte à Paris 1er le 24 février 1900,, est une actrice française.

## Biographie
Madeleine est la fille d'Augustine-Suzanne Brohan et la sœur cadette d'Augustine Brohan, toutes deux comédiennes.
Elle entra très jeune au Conservatoire, suivit les cours de Samson et obtint un second prix de comédie en 1839 puis le premier en 1840. Bien qu'elle ait un talent reconnu, c'est sa beauté qui va faire sa renommée en début de carrière. Elle est admise à la Comédie-Française en 1850, à l'âge de dix-sept ans, et son triomphe dans Les Contes de la reine de Navarre la font remarquer par Louis-Napoléon Bonaparte, futur président de la République, dont elle devient la maîtresse.
Mariée à Mario Uchard (orthographié Mario Huchard) le 7 juin 1853, et séparée deux ans plus tard, elle passe quelques années en Russie, où elle joue au Théâtre français de Saint-Pétersbourg. Pour se venger de son délaissement, son mari écrit la comédie La Fiammina rapportant son infortune.
Elle rentre à la Comédie-Française en 1858, mais elle doit faire face à des problèmes de voix, qui l'obligent à s'éloigner parfois plusieurs mois des planches. Faisant trop confiance à sa beauté pour travailler ses rôles à fond, mais également atteinte d’embonpoint, elle ne peut plus obtenir les rôles de jeunes premières, qui reviennent plus à ses concurrentes plus jeunes comme Sophie Croizette, et n'a pas le talent pour obtenir des créations spécifiques, comme le peut Jeanne Plessy.
Elle est la maîtresse du prince de Joinville, et a ensuite une longue relation avec le jeune Paul Déroulède dont elle a en 1866 un enfant, Paul Langély, que le poète (mineur au moment de leur relation) fera passer pour son filleul.
Le chroniqueur, Auguste Villemot reporte lors de ses rencontres, « ce qui fait que j'aime mieux l'esprit de Madeleine que celui de sa sœur, […], quoiqu'elle passe, à tort, pour en avoir beaucoup moins, c'est qu'elle ne vous enlève pas le vôtre et vous permet la riposte », peut-on lire dans les Lettres d'une voyageuse, publiées en 1897.
À l’issue de ses obsèques, célébrées en l’église de Fresnes, elle a rejoint sa mère et sa sœur dans le caveau familial du cimetière de Fresnes.

## Théâtre

### Carrière à la Comédie-Française
- Entrée en 1850
- Nommée 273e sociétaire en 1850
- Départ en 1885[5]

- 1850 : Les Contes de la reine de Navarre d'Eugène Scribe et Ernest Legouvé : Marguerite de Navarre (création[5])
- 1851 : Le Misanthrope de Molière : Célimène
- 1851 : Les Caprices de Marianne d'Alfred de Musset : Marianne (création[5])
- 1853 : Tartuffe de Molière : Elmire
- 1855 : Mademoiselle de La Seiglière de Jules Sandeau : Mlle de La Seiglière
- 1859 : Le Mariage de Figaro de Beaumarchais : la comtesse
- 1866 : Le Lion amoureux de François Ponsard : Marquise de Maupas
- 1871 : Le Mariage de Figaro de Beaumarchais : Marceline
- 1874 : Gabrielle d'Émile Augier
- 1875 : Bataille de dames d'Eugène Scribe
- 1875 : Le Bougeoir de Clément Caraguel
- 1875 : Gabrielle d'Émile Augier
- 1875 : La Grand'maman d'Édouard Cadol : la comtesse
- 1876 : L'Étrangère d'Alexandre Dumas fils : Marquise de Rumières
- 1880 : Les Femmes savantes de Molière : Philaminte
- 1881 : Le Monde où l'on s'ennuie d'Édouard Pailleron : Duchesse de Réville
- Le Jeu de l'amour et du hasard de Marivaux : Sylvia

## Mentions dans la littérature
- 1913 : Dans l'ouvrage Du côté de chez Swann de Marcel Proust, le narrateur, jeune, classe « les [actrices] les plus illustres par ordre de talent : Sarah Bernhardt, la Berma, Bartet, Madeleine Brohan, Jeanne Samary »[12].
- 1922 : Dans On passe dans huit jours, comédie en un acte de Sacha Guitry, l'auteur dit : « C'est arrivé à Frédérick Lemaître… et à Madeleine Brohan »[13].
- 2003 : Dans l'ouvrage La terre et le ciel de Jacques Dorme d'Andreï Makine, le nom de l'actrice est orthographié « Madeleine Brohant ».